# Bionic Commando (computerspel uit 2009)
Bionic Commando (Japans: バイオニック コマンドー") is een computerspel dat werd ontwikkeld door GRIN en uitgegeven door Capcom. Het spel kwam in 2009 uit voor de PlayStation 3, Windows en Xbox 360. Het spel is het vervolg op Bionic Commando Rearmed. De bionisch aangepaste Nathan "R.A.D." Spencer krijgt een samenzwering tegen zich. Hij wordt verraden, opgesloten en ter dood veroordeeld. Op de dag van de executie plegen terroristen een aanslag en nemen de macht over. De speler speelt een Bionic Commando dat wordt ingezet door de regering om de terroristen tot stoppen te dwingen. Met de bionische arm kan de speler van gebouw naar gebouw slingeren en vijanden uitschakelen. Het perspectief van het spel is in de derde persoon.

## Personages
- Nathan Spencer
- Joseph Gibson
- Emily Spencer
- Jayne Magdalene

## Ontvangst
| Beoordeeld door               | Jaar | Platform | Score |
| ----------------------------- | ---- | -------- | ----- |
| 4Players.de                   | 2009 | Xbox 360 | 85%   |
| Atomic Gamer                  | 2009 | Xbox 360 | 85%   |
| Gamer.nl                      | 2009 | Xbox 360 | 80%   |
| videogamer.com                | 2009 | Xbox 360 | 80%   |
| PC Gameplay (Benelux)         | 2009 | Windows  | 76%   |
| GameStar (Duitsland)          | 2009 | Windows  | 74%   |
| Jeuxvideo.com                 | 2009 | Windows  | 70%   |
| Totally Gaming Network        | 2009 | Xbox 360 | 70%   |
| Middle East Gamers (MEgamers) | 2009 | Xbox 360 | 69%   |
| Edge                          | 2009 | Xbox 360 | 60%   |